# Huadu
Huadu léase:Juá-Dú (en chino:花都区, pinyin:Huā dū qū) es un distrito urbano  bajo la administración directa de la Subprovincia de Guangzhou. Se ubica al norte del distrito Baiyun en la Provincia de Cantón, República Popular China. Su área es de 961 km² y su población es de 636 706 (99% han).
El código postal es el 510800 y el de área 020.
Está considerado el mayor centro industrial marroquinero de China nacido gracias a inmigrantes procedentes de España de la zona de Petrel

## Administración
El distrito de Huadu se divide en 1 subdistrito y 7 poblados.
| Nombre             | Chino    | Pinyin        |
| ------------------ | -------- | ------------- |
| Subdistrito Xinhua | 新华街道 | Xīnhuá Jiēdào |
| Timian             | 梯面镇   | Tīmiàn Zhèn   |
| Huashan            | 花山镇   | Huāshān Zhèn  |
| Tanbu              | 炭步镇   | Tànbù Zhèn    |
| Chini              | 赤坭镇   | Chìní Zhèn    |
| Shiling            | 狮岭镇   | Shīlǐng Zhèn  |
| Huadong            | 花东镇   | Huādōng Zhèn  |
| Yayao              | 雅瑶镇   | Yǎyáo Zhèn    |

## Historia
El distrito fue establecido como un condado, el Condado de Hua (花县, también conocida como Fahsien) en la dinastía Qing. Siguió siendo un condado hasta 1993, cuando fue reconocido como ciudad y cambió su nombre por Huadú (花都), en 2000, se convirtió en un distrito suburbano adjunto de Guangzhou.

## Clima
Debido a su posición geográfica,los patrones climáticos en la siguiente tabla son los mismos de Cantón.
| Parámetros climáticos promedio de Huadu (1971–2000) | Parámetros climáticos promedio de Huadu (1971–2000) | Parámetros climáticos promedio de Huadu (1971–2000) | Parámetros climáticos promedio de Huadu (1971–2000) | Parámetros climáticos promedio de Huadu (1971–2000) | Parámetros climáticos promedio de Huadu (1971–2000) | Parámetros climáticos promedio de Huadu (1971–2000) | Parámetros climáticos promedio de Huadu (1971–2000) | Parámetros climáticos promedio de Huadu (1971–2000) | Parámetros climáticos promedio de Huadu (1971–2000) | Parámetros climáticos promedio de Huadu (1971–2000) | Parámetros climáticos promedio de Huadu (1971–2000) | Parámetros climáticos promedio de Huadu (1971–2000) | Parámetros climáticos promedio de Huadu (1971–2000) |
| Mes                                                 | Ene.                                                | Feb.                                                | Mar.                                                | Abr.                                                | May.                                                | Jun.                                                | Jul.                                                | Ago.                                                | Sep.                                                | Oct.                                                | Nov.                                                | Dic.                                                | Anual                                               |
| --------------------------------------------------- | --------------------------------------------------- | --------------------------------------------------- | --------------------------------------------------- | --------------------------------------------------- | --------------------------------------------------- | --------------------------------------------------- | --------------------------------------------------- | --------------------------------------------------- | --------------------------------------------------- | --------------------------------------------------- | --------------------------------------------------- | --------------------------------------------------- | --------------------------------------------------- |
| Temp. máx. media (°C)                               | 18.3                                                | 18.5                                                | 21.6                                                | 25.7                                                | 29.3                                                | 31.5                                                | 32.8                                                | 32.7                                                | 31.5                                                | 28.8                                                | 24.5                                                | 20.6                                                | 26.3                                                |
| Temp. mín. media (°C)                               | 10.3                                                | 11.7                                                | 15.2                                                | 19.5                                                | 22.7                                                | 24.8                                                | 25.5                                                | 25.4                                                | 24.0                                                | 20.8                                                | 15.9                                                | 11.5                                                | 18.9                                                |
| Lluvias (mm)                                        | 40.9                                                | 69.4                                                | 84.7                                                | 201.2                                               | 283.7                                               | 276.2                                               | 232.5                                               | 227.0                                               | 166.2                                               | 87.3                                                | 35.4                                                | 31.6                                                | 1736.1                                              |
| Días de lluvias (≥ 0.1 mm)                          | 7.5                                                 | 11.2                                                | 15.0                                                | 16.3                                                | 18.3                                                | 18.2                                                | 15.9                                                | 16.8                                                | 12.5                                                | 7.1                                                 | 5.5                                                 | 4.9                                                 | 149.2                                               |
| Horas de sol                                        | 118.5                                               | 71.6                                                | 62.4                                                | 65.1                                                | 104.0                                               | 140.2                                               | 202.0                                               | 173.5                                               | 170.2                                               | 181.8                                               | 172.7                                               | 166.0                                               | 1628.0                                              |
| Humedad relativa (%)                                | 72                                                  | 78                                                  | 82                                                  | 84                                                  | 84                                                  | 84                                                  | 82                                                  | 82                                                  | 78                                                  | 72                                                  | 66                                                  | 66                                                  | 77.5                                                |
| Fuente: China Meteorological Administration         |                                                     |                                                     |                                                     |                                                     |                                                     |                                                     |                                                     |                                                     |                                                     |                                                     |                                                     |                                                     |                                                     |